# Pietro Tradonico
Pietro Tradonico, mort en 864, est le 13e doge de Venise. C’est un patricien istrien et vénitien d’une famille de Pola, dans le Stato da Màr. C’est un guerrier illettré et quelques documents avec son signum manus (en) sont conservés aux archives de Venise. 

## Biographie
L’élection de Pietro Tradonico comme doge interrompt la succession dynastique des Participazii. Aussitôt élu, il nomme corégent son fils Giovanni mais ce dernier meurt avant lui, empêchant ainsi la transmission de la charge qui, de toute manière, n’est juridiquement pas héréditaire. Tradonico (que les sources secondaires modernes de Croatie nomment Petar Tradenik soit « Pierre le fort » ou « Pierre chef de forteresse » et qu’elles supposent d’origine slave ») combat les Sarrasins qui ont pris Bari et Taranto, et qui battent Venise sur mer dans les parages de Sansego (île au sud de Pola). Il combat aussi avec plus ou moins de succès les pirates « esclavons » qui sévissent dans les eaux Adriatiques. En 840 Tradonico est au sommet de sa puissance : il se fait doublement reconnaître comme hypatos (« consul ») et spatharios (« porte-épée ») impérial par l’empereur byzantin Theophile, et comme « dux » (duce, doge) de la Vénétie maritime par le carolingien Lothaire Ier qui, par le « pacte de Lothaire », le reconnaît comme représentant de l’Italie byzantine en Vénétie, y compris sur les terres de la lagune et ses rivages « depuis la terre ferme jusqu’aux eaux salées de la mer » (ce qui pose les assises juridiques du futur Dogado).
En outre, en 863, l'empereur germanique Louis le Pieux se rend à Venise et il semble que sous le dogat de Pietro Tradonico les monnaies vénitiennes aient cessé de porter le nom de l’Empereur d’Occident pour être frappées au profit de la devise Criste salva Venecias ce qui indique que sous le dogat de Tradonico, Venise est indépendante de facto.
Mais sa gouvernance autoritaire et ses ambitions dynastiques dressent contre lui les vieilles familles patriciennes de Venise : il est poignardé le 13 septembre 864 à la sortie de la messe d’anniversaire de la consécration de l’église San Zaccaria. Il est enterré dans cette même église. Le petit peuple vénitien se révolta, certains des conjurés furent appréhendés, jugés et condamnés, quelques-uns à la peine de mort, mais les patriciens reprirent la ville en main, et les partisans de Tradonico durent se barricader dans le palais des Doges pour ne pas être massacrés. Après de longues tractations, Orso Partecipazio, successeur du doge assassiné, leur garantit la vie sauve et leur accorda pour s’y installer, à condition de ne pas revenir à Venise, l’île de Poveglia avec un certain nombre de privilèges commerciaux et exemptions de taxes. Sa descendance actuelle porte le nom de Gradenighi.